# باري أوبراين (منافس ألعاب قوى)
باري أوبراين (بالإنجليزية: Parry O'Brien)‏ هو منافس ألعاب قوى أمريكي، ولد في 28 يناير 1932 في سانتا مونيكا في الولايات المتحدة، وتوفي في 21 أبريل 2007 في سانتا كلاريتا في الولايات المتحدة بسبب نوبة قلبية.

## وصلات خارجية
- باري أوبراين على موقع الاتحاد الدولي لألعاب القوى (الإنجليزية)
- باري أوبراين على موقع الاتحاد الأمريكي لسباقات المضمار والميدان، قاعة المشاهير (الإنجليزية)
- باري أوبراين على موقع اللجنة الأولمبية الدولية (الإنجليزية)
- باري أوبراين على موقع أوليمبيديا (الإنجليزية)
- باري أوبراين على موقع الموسوعة البريطانية (الإنجليزية)
- باري أوبراين على موقع إن إن دي بي (الإنجليزية)